# براندون بوير
براندون بوير (بالإنجليزية: Brandon Boyer)‏ هو مهندس أمريكي، ولد في 1977.

## وصلات خارجية
- براندون بوير على موقع IMDb (الإنجليزية)